# John Gore (esploratore)
Il Capitano John Gore (Virginia, 1729 o 1730 – Londra, 10 agosto 1790) è stato un ufficiale britannico della Royal Navy, di probabili origini americane, che circumnavigò il globo quattro volte nel XVIII secolo e accompagnò il Capitano James Cook in due delle sue spedizioni nel Pacifico.

## Vita e carriera
Anche se si sa poco di John Gore prima del suo ingresso in servizio nella Royal Navy, si ritiene che fosse nato nella Colonia della Virginia britannica tra il 1729 ed il 1730. La sua prima apparizione in un libro di bordo risale al 1755, quando si imbarcò a Portsmouth sulla HMS Windsor come guardiamarina e sulla quale rimase in servizio per un lungo periodo prima della rivoluzione americana.
Cinque anni dopo, Gore superò l'esame da tenente e nel 1764 fu nominato master's mate sulla HMS Dolphin. A bordo della Dolphin Gore circumnavigò il globe per ben due volte, la prima sotto il comando di John Byron, la seconda nel 1766 sotto quello di Samuel Wallis. La sua esperienza nel Pacifico e con le esplorazioni marine di lunga durata, lo portò ad essere chiamato nel 1768 a partecipare alla spedizione di James Cook per osservare il transito di Venere a Tahiti ed alla ricerca della Terra Australis, a bordo della HMS Endeavour.
Gore aveva precedentemente fatto parte dell'equipaggio a bordo della Dolphin di Wallis, che era stato il primo gruppo di europei a visitare Tahiti. Per la sua conoscenza dell'isola e dei suoi abitanti, divenne quindi prezioso per Cook, che lo nominò spesso nei suoi giornali di bordo. Due volte per tristi primati: nel 1769, mentre la Endeavour tracciava la costa della Nuova Zelanda, Gore divenne la prima persona registrata della spedizione a sparare e ad uccidere, pare per un banale alterco per un pezzo di stoffa, un uomo di origine Maori; più tardi, il 14 luglio 1770, quando la spedizione fece rotta sulla costa orientale dell'Australia, Gore divenne famoso come la prima persona ad uccidere un canguro con un'arma da fuoco (pare per la ricerca scientifica).
Tornato in Inghilterra nel 1772, Gore prese il comando di una nave mercantile noleggiata dal botanico Joseph Banks (un altro membro del primo viaggio di Cook) per una spedizione scientifica privata in Islanda ed alle Ebridi. Da documenti ritrovati nella Alexander Turnbull Library, risulta che non rimasero dei semplici colleghi ma in seguito divennero anche buoni amici. La spedizione si protrasse oltre la data di partenza di Cook per il suo secondo viaggio nel Pacifico al quale non poté quindi prendere parte.
Tuttavia, nel 1776, Gore rispose ancora una volta alla chiamata dell'Ammiragliato e si è unì all'equipaggio delle HMS Resolution come primo ufficiale per il terzo viaggio di James Cook. Al di là delle motivazioni ufficiali (la necessità di riportare in patria Omai, un giovane dell'isola del Pacifico di Ra'iātea che aveva seguito Cook nel suo secondo viaggio) le istruzioni segrete per la spedizione prevedevano di tracciare le coste settentrionali del continente nordamericano in vista della ricerca dell'ambito passaggio a nord-ovest. In seguito alla morte di Cook alle Hawaii, Charles Clerke, capitano della Discovery, la nave gemella della Resolution, pur gravemente sofferente per la tubercolosi prese il comando della spedizione mentre Gore assunse il comando della Discovery al posto di Clerke. Dopo la morte di Clerke, la Resolution e la Discovery presero la rotta verso casa comandate l'una da John Gore, a cui passò il comando dell'intera spedizione, e l'altra da James King. Le navi giunsero in patria in Inghilterra il 4 ottobre 1780, più di un anno dopo che Gore aveva assunto il comando ed egli fu immediatamente promosso alla carica di capitano.
Come riconoscimento dei suoi successi John Webber, che aveva precedentemente ritratto Cook, ritrasse Gore appena promosso dalla Marina. Seguendo le orme di Cook, gli fu offerto di prendere il posto del defunto Capitano presso l'Ospedale di Greenwich dove, il 10 agosto del 1790, morì. Un necrologio in una pubblicazione del tempo così lo ricordò:
(The Gentleman's Magazine (London, England), Volume 68)